# Ján Svorada
Ján Svorada est un ancien coureur cycliste tchécoslovaque, slovaque et tchèque né le 28 août 1968 à Trenčín. 
Professionnel de 1991 à 2005, il est le fils de Jan Svorada senior, lui aussi Champion de Tchécoslovaquie de cyclisme sur route. Il est le père de Ján Svorada junior, qui fait partie depuis la saison 2013 de l'équipe continentale SKC Tufo Prostějov. 
Il possède la particularité d'avoir changé plusieurs fois de nationalité durant sa carrière. D'abord tchécoslovaque, il est devenu slovaque à la partition du pays, le 1er janvier 1993, puis tchèque au début de l'année 1996.
Sprinter, et l'un des plus grands champions de l'histoire du cyclisme tchèque, il compte plus de 70 victoires professionnelles à son palmarès, dont les plus marquantes sont sans doute ses trois victoires d'étape sur le Tour de France, au Futuroscope en 1994, à Cork en 1998 et sur les Champs Elysées en 2001. Il fait également partie des rares coureurs à avoir remporté des étapes sur les trois grandes épreuves par étapes majeures : Tour d'Italie, Tour de France et Tour d'Espagne.
Il prend sa retraite à l'issue de la saison 2005 au cours de laquelle il a acquis un dernier titre de Champion de République tchèque sur route.
Il dirige actuellement une petite équipe tchèque participant à des courses de VTT, en espérant pouvoir diriger une équipe sur route à l'avenir.

## Palmarès

### Palmarès amateur
- 1986
  - 6e étape du Dusika Jugend Tour
  - 5e du championnat du monde sur route juniors
- 1988
  -  Champion de Tchécoslovaquie du contre-la-montre par équipes (avec Kankovsky, Hruza et Regec)
  - 5e étape de l'Olympia's Tour
- 1989
  -  Champion de Tchécoslovaquie du contre-la-montre par équipes (avec Padrnos, Hruza et Regec)
  - 4eb et 7e étapes du Tour de Cuba
- 1990
  -  Champion de Tchécoslovaquie du contre-la-montre par équipes (avec Padrnos, Liptak et Dvorscik)
  - 2e étape du Grand Prix Guillaume Tell
  - 6e étape du Tour de Slovaquie
  - 8e étape du Tour du Texas
  - Course de la Paix :
    - Classement général
    - 1re, 2e et 9eb (contre-la-montre) étapes

### Palmarès professionnel
| - 1992 - 2e étape de la Semaine bergamasque - 1re étape du Tour de Romandie - 1re étape du Grand Prix du Midi libre - 2e du Grand Prix du Midi libre - 1993 - Classement intergiro du Tour d'Italie - 1994 - 5ea étape du Tour d'Andalousie - 4ea étape du Tour de Romandie - 9e, 11e et 17e étapes du Tour d'Italie - Classement général du Grand Prix du Midi libre - 7e étape du Tour de France - 5e étape du Tour de Grande-Bretagne - 1995 - 8e étape de Tirreno-Adriatico - 12e étape du Tour d'Italie - 1996 - Champion de République tchèque sur route - Étoile de Bessèges : - Classement général - 4e et 5e étapes - 1re étape du Tour méditerranéen - 5ea et 8e étapes de Tirreno-Adriatico - 4e étape du Tour de Sardaigne - 4e étape de la Semaine cycliste internationale - Grand Prix de Denain - 2e étape du Tour de Suisse - 2e du Grand Prix d'ouverture La Marseillaise - 1997 - 2e, 3e et 5e étapes de l'Étoile de Bessèges - 4e étape du Tour de Sardaigne - 8e étape de Tirreno-Adriatico - 4e étape de la Semaine cycliste internationale - 2e, 4e et 8e étapes de la Semaine bergamasque - 1rea, 2e et 4e étapes du Tour de Catalogne - 3e étape du Tour du Portugal - 1re et 3ea étapes du Tour de Galice - 11e, 16e et 17e étapes du Tour d'Espagne - 3e du Grand Prix d'ouverture La Marseillaise - 3e de la Clásica de Almería - 5e de Paris-Tours - 1998 - Champion de République tchèque sur route - 3e étape de Tirreno-Adriatico - 1re étape de la Semaine bergamasque - 2e étape des Quatre Jours de Dunkerque - 1re étape de Vienne-Rabenstein-Gresten-Vienne - First Union Classic - GP Van Steenbergen - 2e étape du Tour de France - 1re et 3e étapes du Tour du Portugal - 1re étape de l'OBV Classic - 2e du Delta Profronde - 3e du Trophée de l'Etna | - 1999 - Clásica de Almería - 3e étape du Tour de Murcie - 8e étape de Tirreno-Adriatico - 4ea étape de la Semaine lombarde - 2000 - 2e étape de Tirreno-Adriatico - 1re étape du Tour du Trentin - 3e étape du Tour d'Italie - 2e de la Clásica de Almería - 2001 - 3e étape des Quatre Jours de Dunkerque - 2e étape du Grand Prix du Midi libre - 20e étape du Tour de France - 3e de l'Étoile de Bessèges - 2002 - 1re étape du Tour de Murcie - 3ea et 5e étapes de la Semaine lombarde - 1re et 4e étapes du Tour de Belgique - 8e de Milan-San Remo - 2003 - 1re étape du Tour de Rhodes - 1re étape du Tour de Murcie - 1rea et 2e (contre-la-montre par équipes) étapes de la Semaine internationale Coppi et Bartali - 3e du Tour du Qatar - 8e de Milan-San Remo - 2004 - 4e étape du Tour du Trentin - 1re étape du Tour de Romandie - 2005 - Champion de République tchèque sur route - 1re étape du Tour de Bavière - 3e étape du Rothaus Regio-Tour - 3e du Tour du Stausee |

## Résultats sur les grands tours

### Tour de France
8 participations
- 1993 : abandon (14e étape)
- 1994 : 103e, vainqueur de la 7e étape
- 1995 : hors délais (9e étape)
- 1996 : abandon (5e étape)
- 1998 : abandon (16e étape), vainqueur de la 2e étape
- 1999 : abandon (10e étape)
- 2001 : 129e, vainqueur de la 20e étape
- 2002 : 131e

### Tour d'Italie
10 participations
- 1991 : 126e
- 1992 : 122e
- 1993 : 123e,  vainqueur du classement intergiro
- 1994 : abandon (20e étape), vainqueur des 9e, 11e et 17e étapes
- 1995 : abandon (16e étape), vainqueur de la 12e étape
- 1997 : abandon (7e étape)
- 1999 : abandon (13e étape)
- 2000 : 102e, vainqueur de la 3e étape
- 2003 : 89e
- 2004 : abandon (17e étape)

### Tour d'Espagne
6 participations
- 1997 : 120e, vainqueur des 11e, 16e et 17e étapes
- 1998 : abandon (3e étape)
- 1999 : abandon (5e étape)
- 2000 : abandon (16e étape)
- 2002 : 108e
- 2003 : abandon (7e étape)

## Récompenses
- Cycliste tchécoslovaque de l'année : 1990
- Cycliste tchèque de l'année : 1995, 1996, 1997, 1998 et 2003